# Ulrichskirche (Wien)

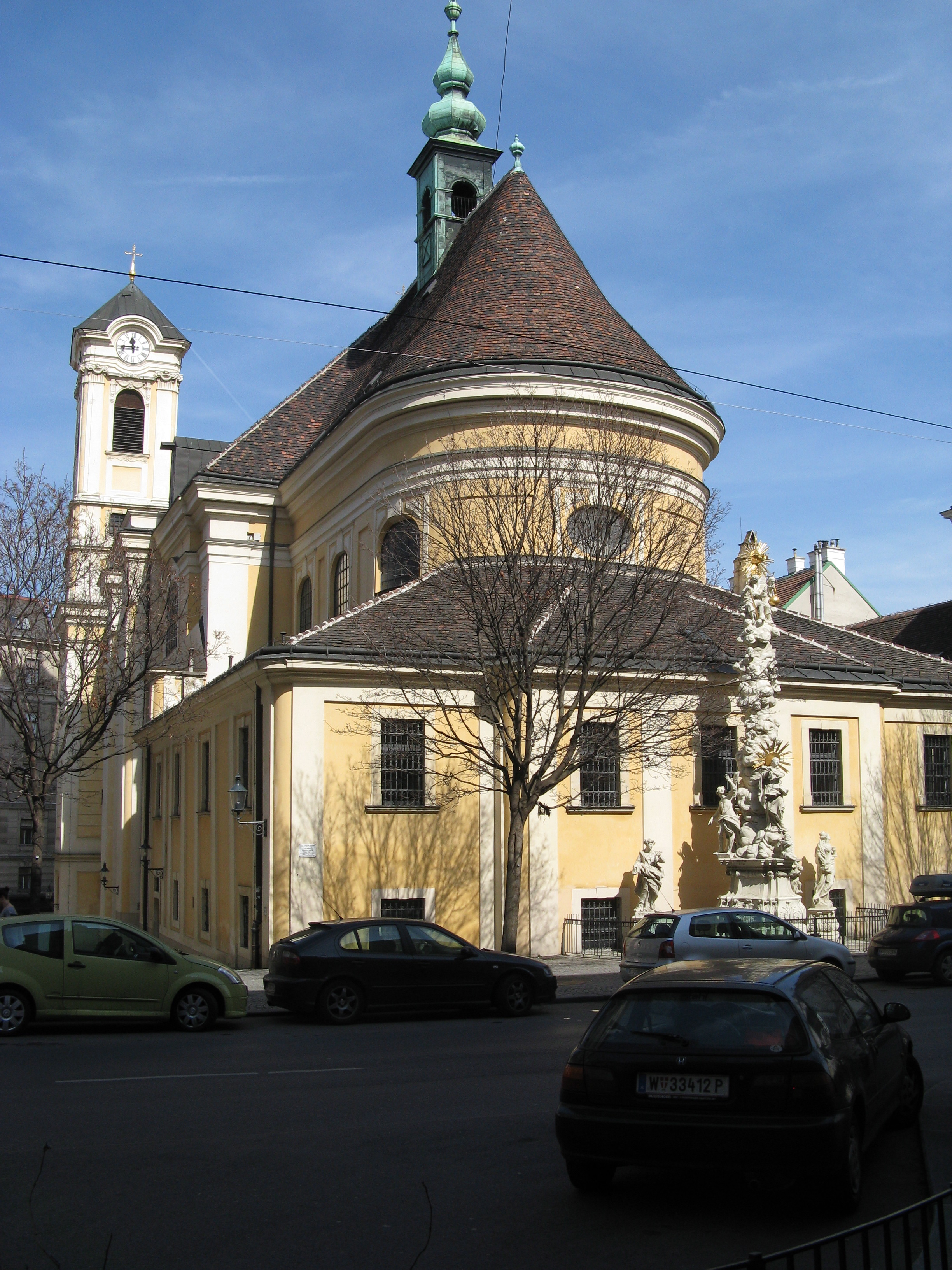
Ulrichskirche chorseitig zur Burggasse (2010)

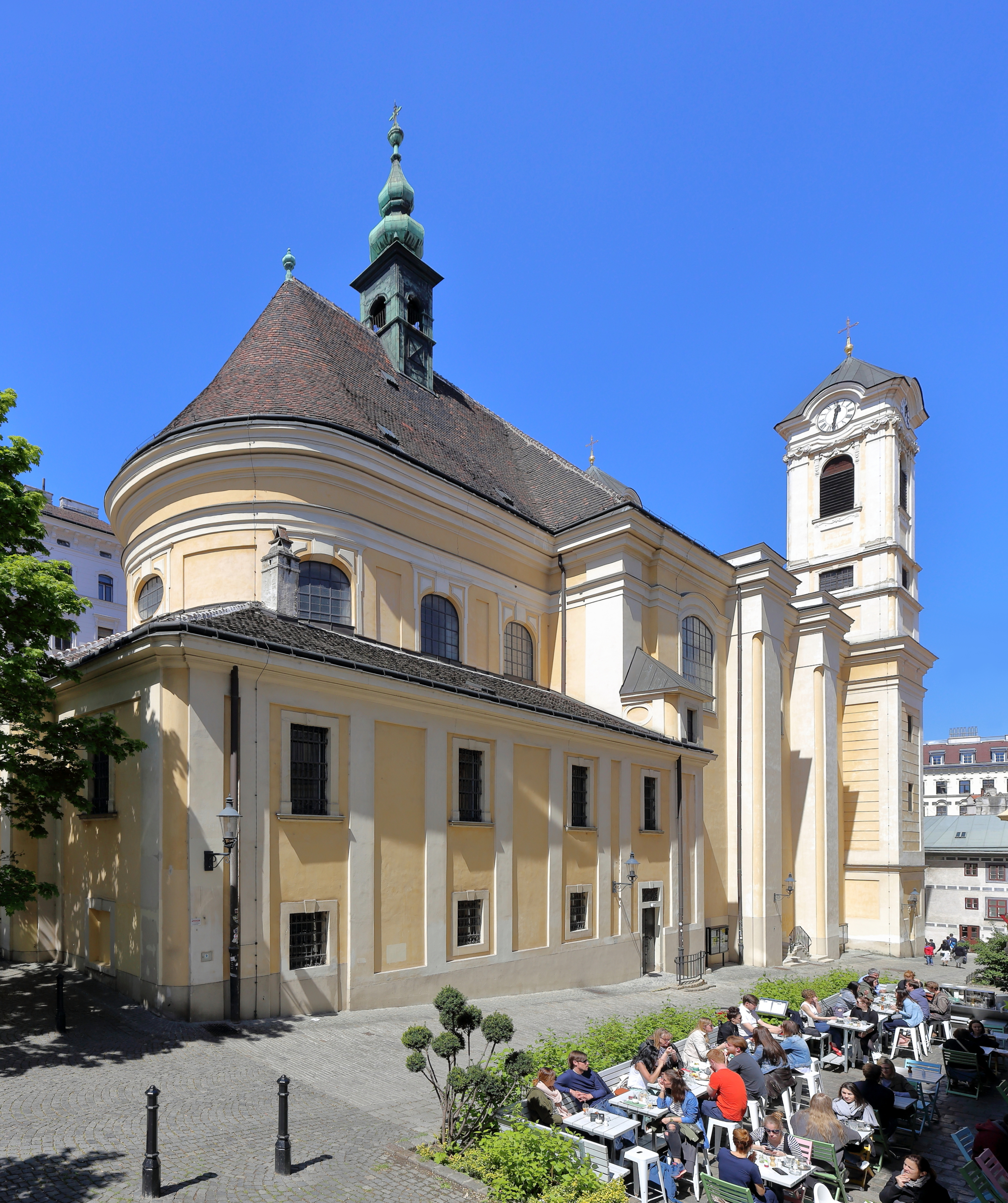
Südostansicht der Ulrichskirche (2016)

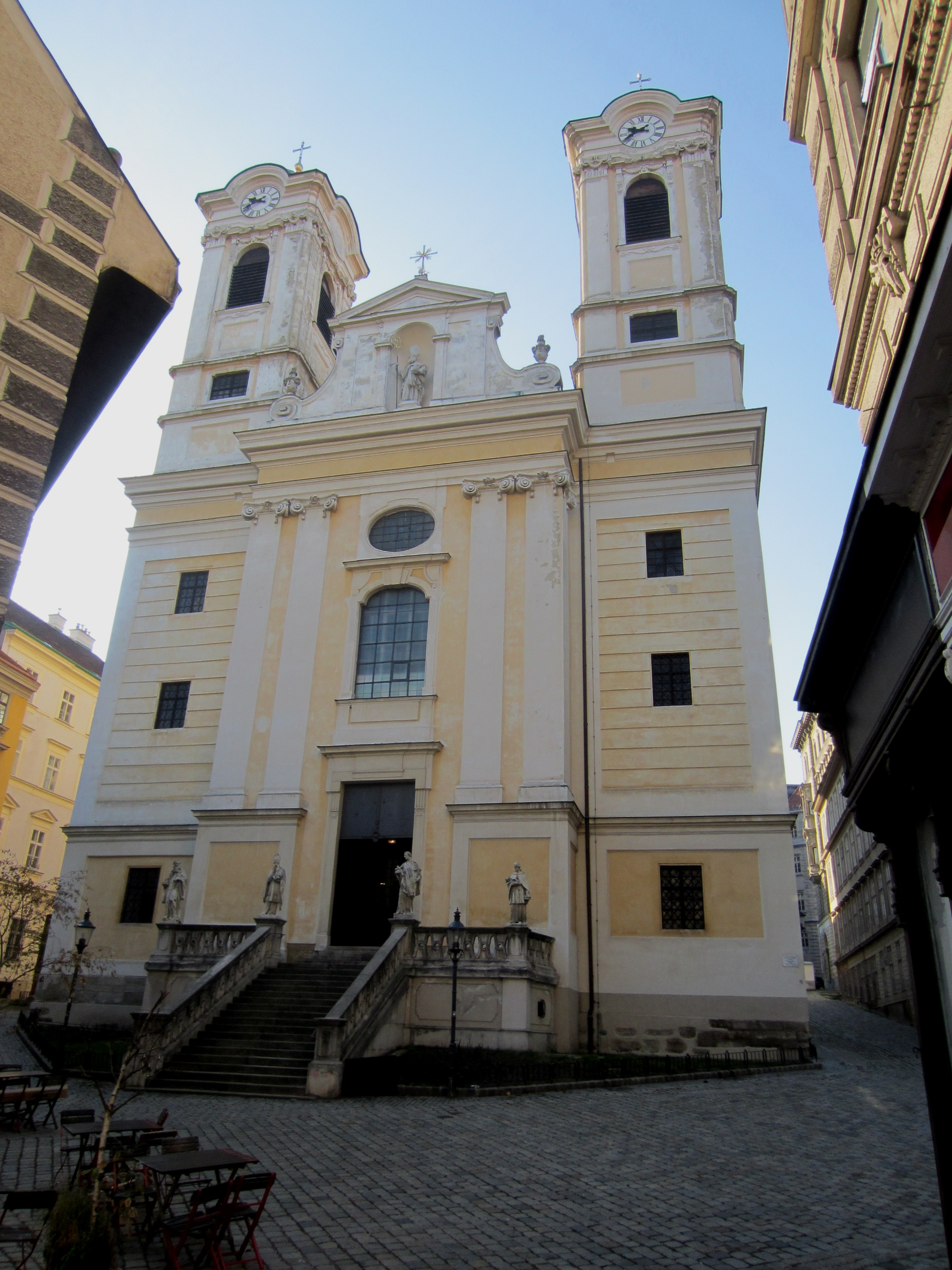
Fassade

Die Pfarrkirche hl. Ulrich und Maria Trost ist eine römisch-katholische Kirche im 7. Wiener Gemeindebezirk Neubau.
Die Kirche befindet sich auf dem Abhang zwischen der höherliegenden Burggasse und der tieferliegenden Neustiftgasse, wo früher das Bett des Ottakringerbaches war, auf dem St.-Ulrichs-Platz. Die Kirche war namensgebend für die früher eigenständige Vorstadtgemeinde St. Ulrich.

## Geschichte
Eine Kapelle wurde 1211 genannt. 1408 wurde die erste Kirche errichtet, die 1451 dem Schottenstift inkorporiert, 1474 beschädigt und 1529 zerstört wurde. 1574 wurde die Ruine abgetragen. Ab 1589 erfolgte der Wiederaufbau mit Neugründung der Pfarre, ab 1651 eine Neuerrichtung von Chor und Turm. 1670 bis 1672 wurde das Langhaus gebaut. 1683 wurde die Kirche zerstört und 1694 wiederhergestellt. Der heutige Kirchenbau wurde 1721 bis 1724 vom Baumeister Josef Reymund errichtet, die Zubauten entstanden bis 1752, die Türme wurden 1771 fertiggestellt.

## Beschreibung

### Äußeres
Die freistehende barocke Saalkirche zeigt die Zweiturmfassade mit davor angestellter Freitreppe hangabwärts zur Neustiftgasse und den langen voll halbhoch umbauten Chor zur Burggasse. 
Die südliche Giebelfassade wird von zwei zurückgesetzten Türmen mit Zeltdächern, ursprünglich Zwiebelhelme, flankiert. Der nordseitige Chor trägt einen Dachreiter mit Zwiebelhelm. Die Freitreppe zum Hauptportal trägt Steinfiguren der Heiligen Benedikt, Ulrich, Aloysius und Johannes Nepomuk des Bildhauers Franz Xaver Seegen (1724–1780), der auch die Nischenfigur des hl. Ulrich über dem Rechteckportal in der Giebelfassade schuf.

### Innenraum

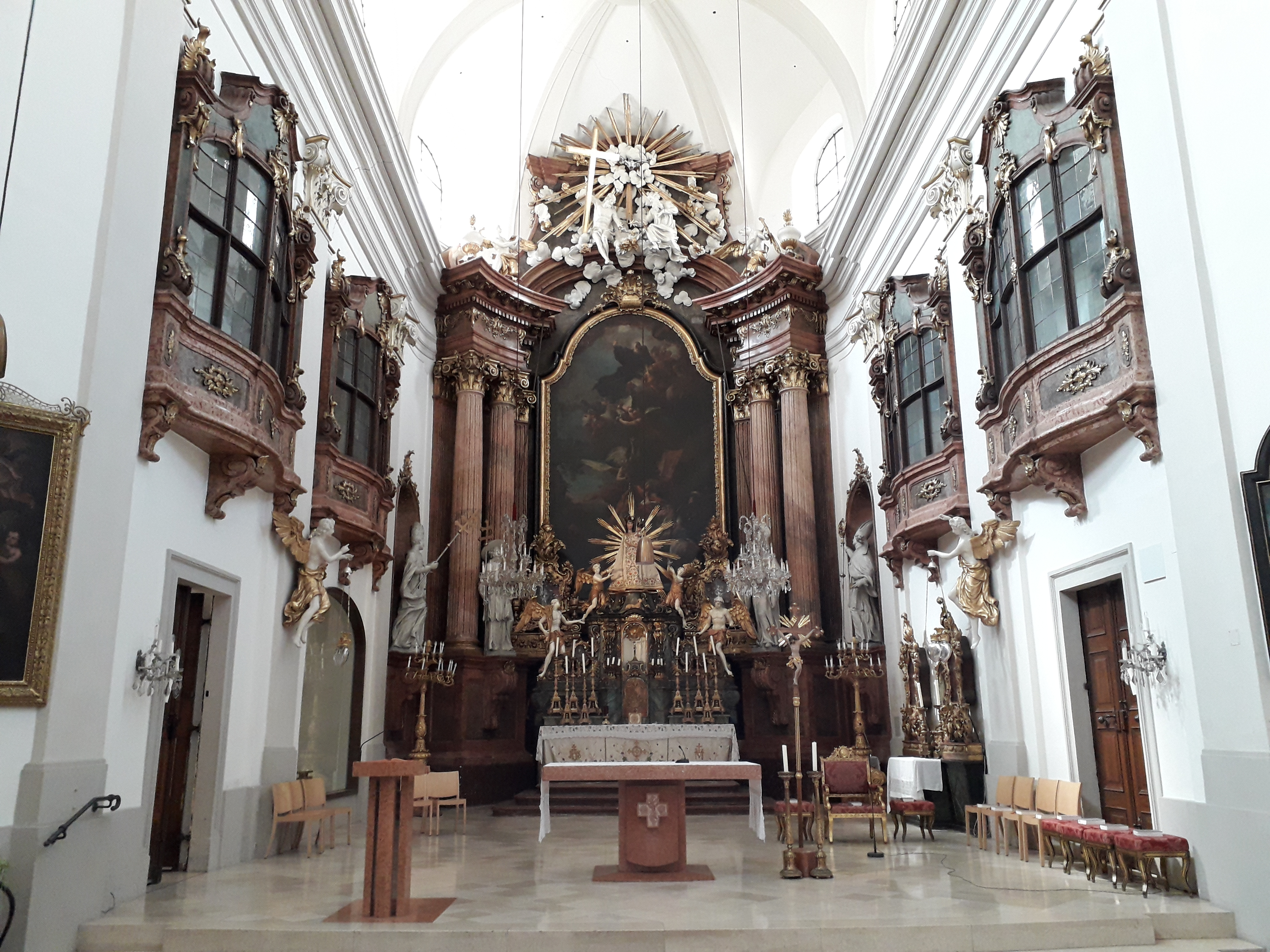
Hochaltar

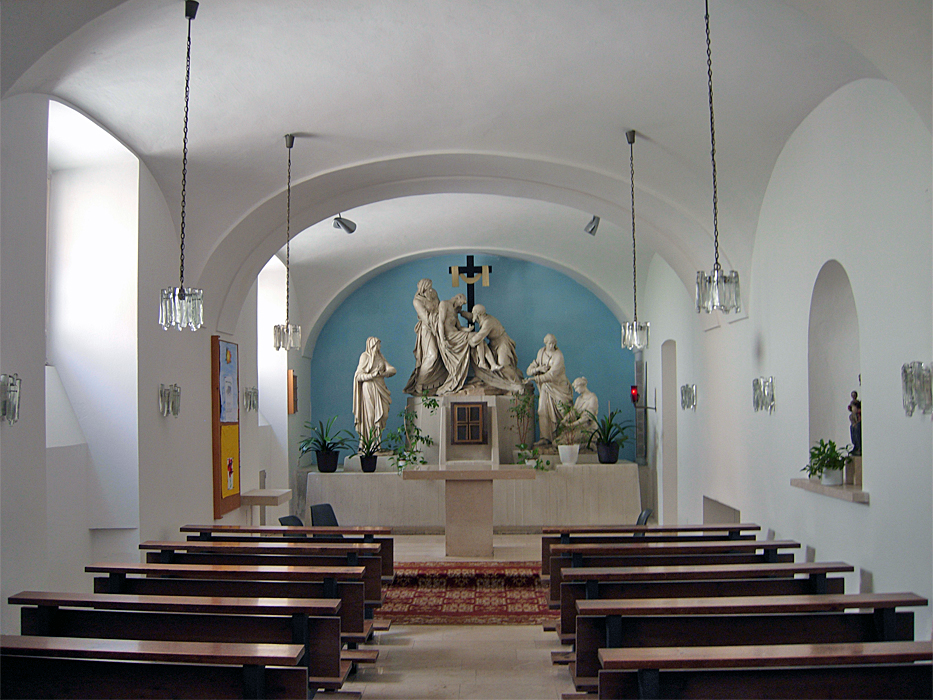
Kapelle mit Grablegungsgruppe

Die Altäre aus rotem Stuckmarmor, nach der Mitte des 18. Jahrhunderts geschaffen, tragen weiß gefasste Figuren von Franz Xaver Seegen. Das Altarbild Vision des hl. Ulrich in der Schlacht auf dem Lechfeld malte 1750 Paul Troger. Seitlich im Chor ist ein Kredenztisch mit dem Bild Darbringung im Tempel von Johann Bergl. Der erste Seitenaltar zeigt das Bild Abschied der Apostel Petrus und Paulus von Josef Ignaz Mildorfer vor 1756. Der zweite Seitenaltar hat eine Altarbild Martyrium der Hll. Judas Thaddäus und Simon Zelotes von Franz Anton Maulbertsch um 1760. Der dritte Seitenaltar zeigt das Bild Glorie des hl. Johannes Nepomuk um 1750 und der vierte Seitenaltar das Bild Hll. Benedikt und Scholastika. Zwei große ehemalige Seitenaltarbilder zeigen die Geburt Christi (Franz Russ, um 1870) und die Glorie des hl. Ulrich (Josef Neugebauer, um 1865). Ein Madonnenbild ist eine Kopie des Gnadenbilds Maria Trost der Basilika Mariatrost in Graz um 1700.
Östlich des Chores im den Chor umlaufenden Anbau aus 1752 ist neben der Sakristei eine rechteckige flach gewölbte Kapelle mit einer bemerkenswerten Grablegungsgruppe mit sechs Figuren aus dem dritten Viertel des 18. Jahrhunderts.

### Orgel und Glocken
Die Orgel mit einem klassizistischen Prospekt baute 1842 Josef Loyp. Sie verfügt über 26 Register auf zwei Manualen und Pedal.
Die drei Glocken wurden 1770 von Caspar Hofbauer dem Älteren (1747–1783) und – vermutlich ebenfalls von der Gießerei Hofbauer – 1882 gegossen. Sie blieben nach dem Ersten Weltkrieg von einem neun-stimmigen Glockengeläut übrig, das durch die Bedürfnisse der Kriegswirtschaft dermaßen reduziert wurde.
- Die Marienglocke	mit dem Schlagton a° wiegt 4480 kg und wurde 1782 gegossen.
- Die Ulrichsglocke	mit dem Schlagton cis′ wiegt 2240 kg und wurde 1770 gegossen.
- Die Speisglocke	mit dem Schlagton cis″ wiegt 250 kg und wurde ebenfalls 1770 gegossen.